# Ioannis Dalakas
Ioannis Dalakas es un deportista griego que compitió en taekwondo. Ganó una medalla de bronce en el Campeonato Europeo de Taekwondo de 1982, en la categoría de –52 kg.

## Palmarés internacional
| Campeonato Europeo | Campeonato Europeo | Campeonato Europeo | Campeonato Europeo |
| Año                | Lugar              | Medalla            | Categoría          |
| ------------------ | ------------------ | ------------------ | ------------------ |
| 1982               | Roma (Italia)      | Medalla de bronce  | –52 kg             |